# Tâm sáng

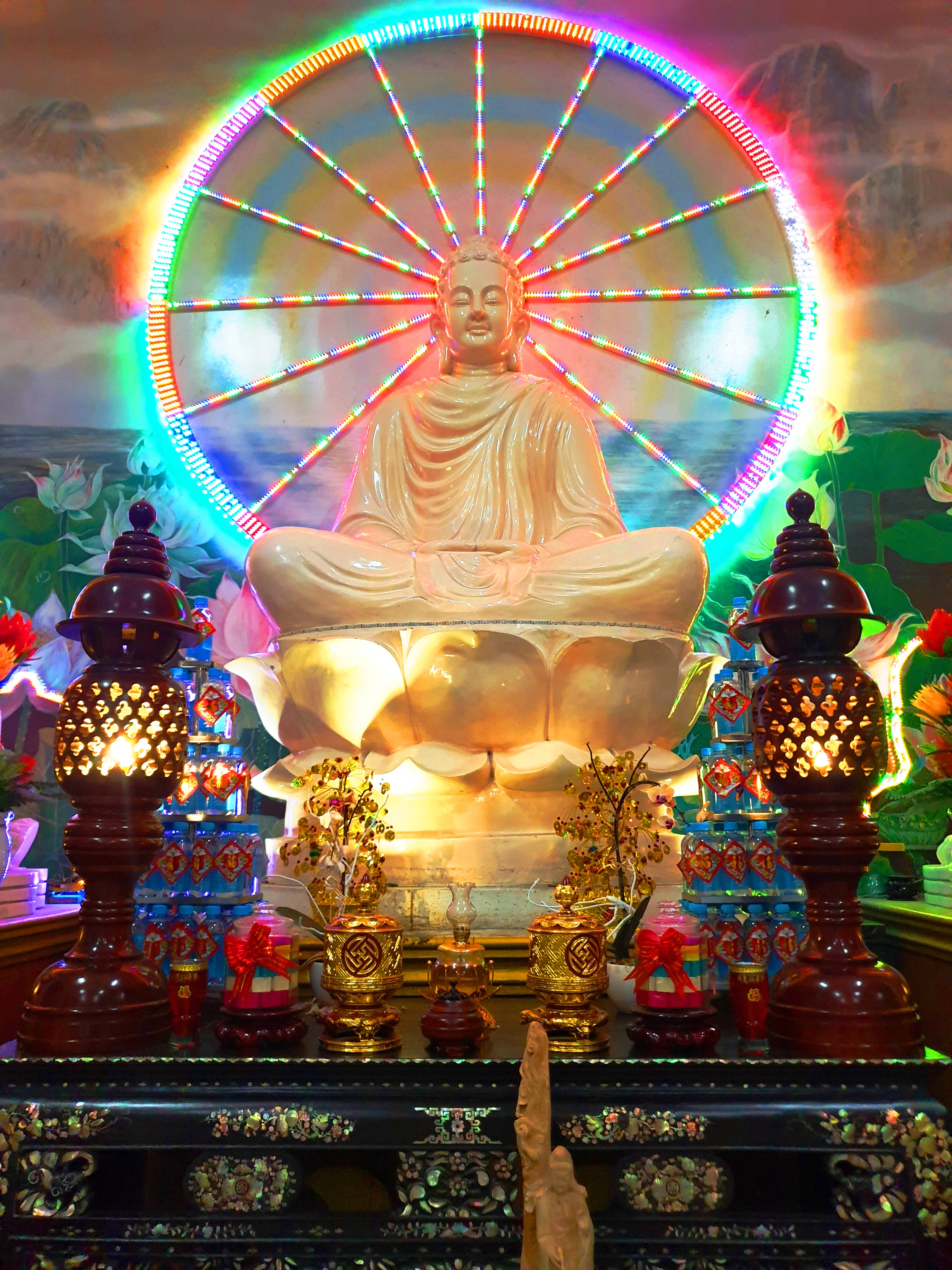
Vầng hào quang (Quang minh tâm) tỏa sáng nơi Phật Thích Ca

Tâm sáng (tiếng Phạn: Prabhāsvara-citta) hay Tâm trong sáng (tiếng Pali: Pabhassara citta) còn gọi là Quang Minh tâm (chữ Hán: 光明心) là cái tâm (Citta) không còn bị che lấp bởi các Tướng do Tưởng (Saññākkhanhdha) chế định mà khi lìa bỏ tất cả tướng thì tâm liền trong sáng vô ngần như tính bản nguyên của nó chính là "Bản tâm thanh tịnh" hay "Tánh biết trong sáng"  hay "tâm tự chiếu" (Pabhassara Citta). Trạng thái tâm tự chiếu này đã được Đức Phật mô tả trong Tăng chi Bộ: "Tâm này, này các Tỷ-kheo, là sáng chói. Và tâm này bị ô nhiễm do các cấu uế từ ngoài vào. Kẻ phàm phu ít nghe, không như thật rõ biết tâm ấy" (Pabhassaram'idaṃ bhikkhave cittaṃ tañca kho āgantukehi upakkilesehi upakkiliṭṭhaṃ. Taṃ assutavā puthujjano yathābhūtaṃ nappanājāti). "Tâm này, này các Tỷ-kheo, là sáng chói. Và tâm này được gột sạch các cấu uế từ ngoài vào. Bậc Thánh đệ tử nghe nhiều, như thật rõ biết tâm ấy" (Pabhassaram idaṃ bhikkhave cittaṃ tañca kho āgantukehi upakkilesehi vippamuttaṃ. Taṃ sutavā ariyasāvako yathābhūtaṃ pajānāti).

## Luận thuyết
Đây là một thuật ngữ Phật giáo hiếm khi xuất hiện trong Kinh điển Pali nhưng lại phổ biến trong các kinh Đại Thừa, và là luận thuyết trung tâm của Mật điển Phật giáo. Kinh điển Đại Thừa giải thích "tâm" trong sáng là "Bồ đề tâm", "tinh thần tỉnh thức" vị tha. Quang minh tâm (tiếng Phạn: ābhāsvara-citta, tiếng Tây Tạng: འོད་གསལ་གྱི་སེམས་; 'od gsal gyi sems, tiếng Nhật: 光明心/Kōmyōshin)  được dịch khác nhau là "tâm sáng ngời" (Brightly shining mind), hay "tâm trong sáng" ("Mind of clear light") trong khi thuật ngữ liên quan là "ngời sáng" (Quang minh/Luminosity) và cũng được dịch là "trong sáng", "minh bạch" (Clear light) hoặc tâm tự chiếu ("Luminosity") trong bối cảnh Phật giáo Tây Tạng hoặc "sự thanh tịnh" trong bối cảnh Phật giáo Đông Á.
Trong đời sống bình thường, tâm rỗng lặng trong sáng này, vẫn luôn soi sáng tự nhiên nhưng do lý trí vọng thức che lấp nên không thấy ra. Tính không của tâm là rỗng lặng (Santabhāva). Khi vô sự thì trở về tâm rỗng rang, lặng lẽ trong sáng của bản tâm tự chiếu. Kinh Astasahasrika mô tả "Bồ Đề tâm" như sau: "Tâm đó không phải là tâm vì bản chất nó chiếu sáng rực rỡ". Điều này ngụ ý rằng lòng từ ái và trạng thái liên quan của lòng bi mẫn vốn có trong tâm trí quang minh như một nền tảng cho sự phát triển hơn nữa của quang minh tâm. và trạng thái nền tảng của ý thức có bản chất là lòng nhân ái (từ bi) ngụ ý rằng sự đồng cảm là bẩm sinh của ý thức (Vijñāna) và tồn tại trước khi xuất hiện tất cả các quá trình hoạt động tinh thần.
Trường phái Theravada đồng nhất "tâm sáng" với Bhavanga, một khái niệm lần đầu tiên được đề xuất trong kinh Theravāda Abhidhamma. Các trường phái sau này của Đại thừa đồng nhất nó với Bồ Đề tâm và Tâm Như Lai (Tathagatagarbha/Như Lai tạng). Tâm quang minh có tầm quan trọng trung tâm trong triết lý và thực hành của Mật điển Phật giáo, Mahamudra (Đại thủ ấn), và Dzogchen (Đại cứu cánh). Trong Văn bản Phật giáo Nguyên thủy có nhiều đề cập khác nhau về độ minh trí hoặc minh tâm ngời sáng đề cập đến sự phát triển của tâm trí trong thiền định, chẵng hạn như trong Saṅgīti-sutta, nó liên quan đến việc đạt được samadhi, trong đó tuệ quán minh triết tức ánh sáng của Tuệ (āloka sañña) dẫn đến một tâm trí có quang minh vô lượng (Sappabhāsa).